# Condado de Sangamon
O Condado de Sangamon é um dos 102 condados do Estado americano de Illinois. A sede do condado é Springfield, e sua maior cidade é Springfield. O condado possui uma área de 2 271 km² (dos quais 23 km² estão cobertos por água), uma população de 188 951 habitantes, e uma densidade populacional de 84 hab/km² (segundo o censo nacional de 2000). O condado foi fundado em 30 de janeiro de 1821.